# Эвтрофное болото южного Прихибинья
Эвтро́фное боло́то ю́жного Прихиби́нья — государственный видоохранный памятник природы на территории городского округа Кировск Мурманской области.

## Расположение
Расположен в центральной части Кольского полуострова в 8 километрах к юго-востоку от города Кировска у юго-восточного склона горы Лысой. Точные границы памятника: северная граница — вдоль автодороги Кировск—Коашва, южная — вдоль железнодорожного перегона станция Кировск — станция Рудная (посёлок Коашва), западная — от отметки «27 километр» на автодороге до пересечения с железной дорогой, восточная — от западного окончания моста через реку Айкуайвенчйок на юг до пересечения с железной дорогой. Площадь памятника — 10 гектар.
Попасть на территорию Эвтрофного болота южного Прихибинья можно, добравшись до Кировска, затем по автодороге Кировск-Коашва до моста через реку Айкуайвенчйок и оттуда пешком всего несколько метров вдоль дороги в сторону Кировска.

## Описание
Представляет собой комплекс низинных и ключевых болот, лежащих у южного склона Хибин и являющихся уникальным для Кольского полуострова местом произрастания редких, не поддающихся культивированию видов растений. За счёт постоянного подтока грунтовых вод и богатых почв, сформированных на кальцийсодержащих породах, здесь произрастают редкие влаголюбивые сосудистые растения и мхи.
Памятник расположен в таёжной зоне. В общей сложности на его территории произрастает около 120 видов сосудистых растений, среди них — 8 редких и нуждающихся в охране видов, и 35 видов печёночных и листостебельных мхов, в том числе редкие кальцефилы.
Основные объекты охраны — занесённые в Красную книгу России кипрей даурский (Epilobium davuricum) и кипрей мокричниколистный (Epilobium alsinifolium), культивация которых невозможна из-за высоких требований к условиям обитания, в частности, необходимости наличия константного подтока богатых карбонатами вод. Также на болотах встречаются пальчатокоренник пятнистый (Dactylorhiza maculata), кокушник комариный (Gymnadenia conopsea), кипрей белоцветковый, камнеломка жестколистная. Из более распространённых видов: вереск, морошка, осоки, мхи лимприхтия отвёрнутая, скорпидиум скорпидиевидный, филонотис войлочный и другие.

## Статус
Статус памятника природы Эвтрофному болоту южного Прихибинья присвоен 24 декабря 1980 года решением исполнительного комитета Мурманского областного совета народных депутатов номер 537. На охраняемой территории запрещено: рубка леса, любая производственная деятельность, туризм и всякая деятельность, ведущая к загрязнению памятника.